# DmC: Devil May Cry
DmC: Devil May Cry ist der Titel eines 2013 erschienenen Videospiels von Capcom. Es ist dem Actionspiel-Genre zuzuordnen. Es ist ein Reboot der Devil-May-Cry-Reihe.
Das Spiel wurde 2013 für die PlayStation 3, Xbox 360 und Windows veröffentlicht.

## Handlung
Dante wird von Kat aufgesucht, da er von einem, der sich Dämonenjäger nennt, verfolgt wird. Nachdem Dante den Dämonjäger besiegt hat, führt ihn zu Dantes Zwillingsbruder Vergil. Vergil erzählt zu Dante über ihre Vergangenheit und offenbart ihm, dass sie Nephilim sind und somit die einzigen wären, Mundus zu töten. Denn Mundus möchte die Menschen versklaven. Dante schließt sich ihnen an und nach zahlreichen Missionen. Nachdem sie Mundus besiegt haben, stellt sich nun heraus, dass Vergils eigentliche Intention war, den Platz Mundus einzunehmen, um zusammen mit Dante zu herrschen. Doch Dante ist gegen Vergils Plan und ihm gelingt es seinen Zwillingsbruder zu besiegen und die Erde zu retten.

## Spielprinzip
Das Spiel ist ein Action-Adventure-Hack-and-Slash-Videospiel. Der Spieler steuert Dante. Wie in früheren Spielen der Serie kann Dante Combos ausführen. Neu in der Serie sind neue Fähigkeiten für Dantes Moveset, die als Angel Mode und Devil Mode bekannt sind. Außerdem enthält das Spiel den Devil Trigger-Modus. Wenn man die drei Fähigkeiten kombiniert, kann man massive Combos ausführen, die den Gegner mehr Schaden zufügen kann. Wenn der Spieler genug Energie sammelt, kann Dante den Devil Trigger-Modus aktivieren, der die Zeit um ihn herum verlangsamt und Feinde in die Luft schweben lässt, wodurch er viel stärkere Angriffe ausführen kann. Wie in früheren Spielen kann Dante verschiedene Arten von Seelen sammeln, die verwendet werden können, um Gesundheit wiederherzustellen, Gegenstände zu kaufen und Dantes Moveset zu verbessern.

## Veröffentlichung
Mit dem fünften Teil wurde die Reihe trotz des kommerziellen Erfolges des vierten Teils neu aufgelegt. Mit der Entwicklung wurde das Studio Ninja Theory beauftragt. DmC: Devil May Cry erschien am 15. Januar 2013 für die Xbox 360 und die PlayStation 3. Die PC-Version folgte am 25. Januar 2013. Am 6. März 2013 erschien die Erweiterung Vergil’s Downfall. Eine Definitive Edition erschien am 10. März 2015 für PlayStation 4 und Xbox One.

## Sprecher
Die deutsche Sprachfassung entstand bei der 4-Real Intermedia GmbH in Offenbach am Main.
| Rolle      | Deutscher Sprecher |
| ---------- | ------------------ |
| Dante      | Moritz Pliquet     |
| Mundus     | Gordon Piedesack   |
| Vergil     | Stéphane Bittoun   |
| Bob Barbas | Gilles Karolyi     |
| Eva        | Antje von der Ahe  |
| Lilith     | Gisa Bergmann      |
| Phineas    | Richard van Weyden |
| Sukkubus   | Rita Ringheanu     |

Weitere Stimmen: Michael-Che Koch

## Rezeption
Das Spiel erhielt laut Metacritic „überwiegend positive“ Bewertungen. Die Geschichte des Spiels erhielt positive Reaktionen von Kritikern. Jose Otero von 1UP.com fand, dass sich die Geschichte erfolgreich mit dem Gameplay des Spiels verbunden ist. Darüber hinaus lobte er die Qualität der gut geführten Zwischensequenzen des Spiels. Ryan Clements von IGN hielt die Geschichte des Spiels für eine Verfeinerung der Spielreihe. Er kritisierte jedoch die Länge der Spielkampagne, die er für zu kurz hielt. Ryan Taljonick von GamesRadar kritisierte die Kampagne des Spiels, da er sie „vorhersehbar“ nannte. Er hielt es für eine verpasste Gelegenheit für DmC.